# Vitalij Klytjko
Vitalij Volodymyrovytj Klytjko (ukrainsk: Віталій Володимирович Кличко, (navnet ofte også skrevet med engelsk/tysk translitteration Vitali Klitschko) født 19. juli 1971 i Belovodskoje i Kirgisiske SSR, Sovjetunionen) er en ukrainsk politiker og tidligere verdensmester i sværvægtsboksning.
Som bokser var Klytjko indehaver af verdensmesterskabet i sværvægt hos forskellige bokseforbund fra 1999 til 2013. 
Klytjko stillede op til borgmestervalget i Kyiv i 2006, hvor han fik 24 % af stemmerne, og i 2008, hvor han fik 17,6 %. Han vandt borgmestervalget den 25. maj 2014 med 57,5 % af stemmerne og blev den 5. juni 2014 udnævnt til Kyivs borgmester og den 25. juni 2014 til leder af Kyivs statsforvaltning. Han blev genvalgt i 2020 med 50,5 %.
Vitalij Klytjko har siden 2010 været formand for partiet UDAR. Han var en at de fremtrædende oppositionsledere i Euromajdan-protesterne mod præsident Viktor Janukovitj i 2013-14.
Han er tildelt prisen Helt af Ukraine.

## Navn
Den russiske version af navnet er Vitalij Vladimirovitj Klitjko (Виталий Владимирович Кличко, tr. Vitalij Vladimirovič Kličko). På engelsk ser man ofte stavemåden Vitali Klitschko, som er den engelske stavemåde af fornavnet og den tyske af efternavnet. Det kyrilliske bogstav ч udtales [t͡ʃ], dvs. omtrentligt "tsj". Det transskriberes efter danske regler som tj, men på tysk som tsch.
Efternavnet Кличко skrives ens på ukrainsk og russisk. Når det oversættes fra ukrainsk, skal bogstavet и transskriberes til latinsk y (udtalt [ɪ]), hvorimod den russiske stavemåde transskriberes til latinsk i (udtalt [i]).

## Boksekarriere
Klytjko var tidligere ukrainsk professionel bokser. Han var verdensmester i sværvægt i (WBO) fra 1999 til 2000, og i (WBC) fra 2004 til 2006. Han vandt igen WBC-titlen i sværvægt den 11. oktober 2008, men opgav frivilligt tilten i december 2013 for at koncentrere sig om sin politiske karriere i Ukraine.
WBC betegner Klytjko som "Emeritus Champion", efter han opgav sin karriere.
Klytjko har indrømmet brug af anabole steroider tidligt i karrieren.
Han er bror til bokseren Volodymyr Klytjko, der også er indehaver af flere VM-titler i sværvægt.

## Ekstern henvisning
- Wikimedia Commons har flere filer relateret til Vitalij Klytjko